# Cirrhimuraena tapeinoptera
Cirrhimuraena tapeinoptera är en fiskart som beskrevs av Bleeker, 1863. Cirrhimuraena tapeinoptera ingår i släktet Cirrhimuraena och familjen Ophichthidae. Inga underarter finns listade i Catalogue of Life.